# Google Code-in
Google Code-In是一個由Google舉辦的年度程式設計比賽，目的是要鼓勵年輕學生參與開放原始碼。比賽由13-17歲的中學生競爭完成由許多夥伴開放原始碼組織所指定的工作。比賽的工作（題目）包括該組織所需要協助的事項，從錯誤的修正、程式碼的編寫、使用者經驗的研究，一直到文件的寫作等。這個比賽完全在線上進行。完成任務的學生可以贏得證書和T恤，而每一個合作的開放原始碼組織可以決定兩名大奬贏家，贏家可以得到一趟到美國加利福尼亞州Googleplex（公司總部）的旅遊行程。

## 宗旨
Google Code-In的目的是要幫助想參與開放原始碼卻不知從何開始的學生。經由實作開放原始碼組織所設計的工作，參賽者藉此參與開放原始碼社群，並獲得實作軟體專案的經驗，而與會的開放原始碼組織也在他們的專案上得到額外的收穫，這些收穫通常是在重要領域卻因某種因素而被忽略了。而其實Google背後的目的是希望今日的參賽者會長期成為這些或其他開放原始碼組織的貢獻者。

## 歷史
這項計劃是從Google Highly Open Participation Contest開始，在2010年修訂成為Google Code-in。2011年有18個組織參與其中並有10名大獎贏家參訪了Googleplex。2012年有10個組織參與，產生20名大獎贏家。2013年同樣有10個組織並產生20名大獎贏家，總計有來自全世界46個國家的337名青少年參與完成了2,113個任務。2013年比較特別的是，每一個組織的一名導師與大獎贏家們會面。2014年有12個個組織參與並將產生24名大獎贏家。 

## 參賽資格
參賽學生年齡必須介於13-17歲，且目前就讀於中學，並得到父母或監護人的同意，始得報名參加。有下列情形之一者不具備參備資格：一、古巴、北韓、蘇丹、敍利亞、巴西、義大利、或魁北克的公民；二、Google或其分支機構、參與競賽的開放原始碼組織或其分支機構、管理競賽軟體之團隊等組織的員工（含實習員工）、外包商、職員或主管。以及以上人員的近親。 

## 比賽方式
許多曾經與Google在開放原始碼計劃（像是Google Summer of Code）中有合作經驗的Google夥伴和某些開放原始碼組織，由他們提出小而完整的、專為中學生設計的各種工作。比賽開始後，學生可以從中挑選自己有興趣的工作，經由登記並宣告成為自己專屬的工作。工作一旦被宣告，參賽者就必須在指定的時間內完成工作，過程中可以從導師或出題組織的社群得到協助。參賽者若中途發現無法完成工作，可以中途放棄，而該工作也會重新開放給其他參賽者。如果有需要，參賽者也可以要求延長任務完成期限。參賽者一個時間只限從事一項工作，工作成果經提交並由導師確認符合要求後即完成該項工作。每一個完成的工作參賽者可獲得一個積點。 參賽者完成一項工作後可重覆以上步驟，繼續從事下一個工作。參賽者可完成的工作數沒有限制。

## 決賽者及大獎贏家的決定
比賽結束後，每一個開放原始碼組織會評估在該組織積點前10名參賽者7週中所完成的工作，從中選出5名決賽者，再從這5名決賽者選出2名成為該組織的大獎赢家。每一項工作都會以下列同等權重的因素來評審：創意、完整性，以及作品的品質。 
由於某些工作的性質需要較多的投入（例如吃重的程式編寫 vs 錯誤的修正），所以，如果積分都在前十名內，只完成15個工作的參賽者絶對有可能勝過完成35個工作的參賽者而被選為大獎嬴家。作品的完面性和品質比完成的工作數量更加重要。

## 獎項
比賽結束後，參賽者只要能完成1個以上的工作就可獲得一張證書（每人最多一張）。完成3個以上的工作可獲得一件T恤（每人最多一件）。每一個開放原始碼組織所選出的最後5名決賽者除了得到上述獎品外，還會額外獲得一件有風帽的運動衫。各組織從5名決賽者中選出的2名大獎嬴家除獲得上述獎品外，還會得到一次由父母或監護人一人陪同到美國加州山景城Google總部的來回旅程。

## 外部連結
https://developers.google.com/open-source/gci/（页面存档备份，存于）
http://google-opensource.blogspot.tw/2014/12/in-thick-of-things-with-google-code-in.html（页面存档备份，存于）